# Katharina Zenhäusern

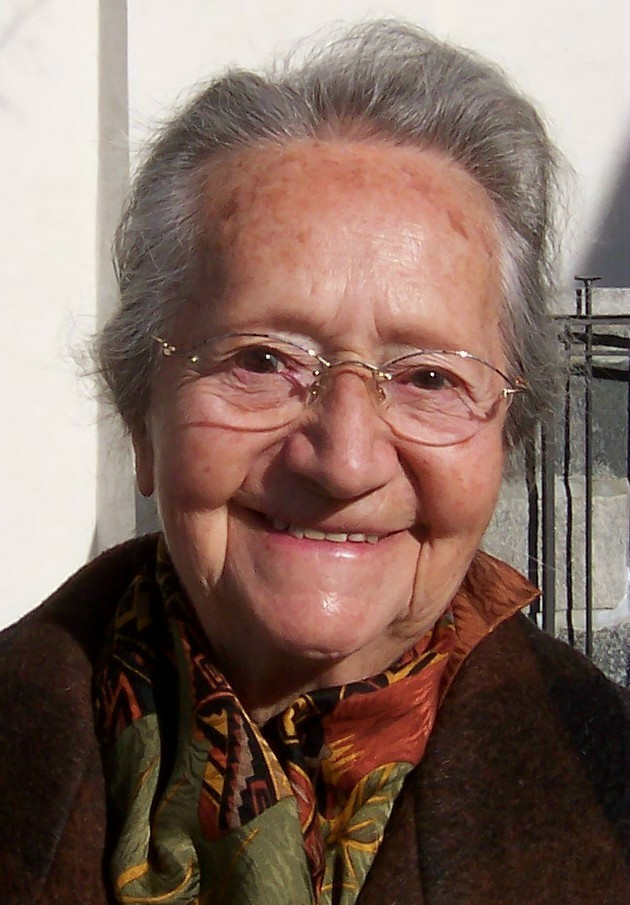
Katharina Zenhäusern (2008)

Katharina Zenhäusern (* 28. Oktober 1919; † 21. Mai 2014) war die erste Frau, die in der Schweiz einen Stimmzettel in die Abstimmungsurne legte.
Am 3. März 1957 ging Katharina Zenhäusern mit 32 Frauen aus dem Walliser Dorf Unterbäch zur eidgenössischen Abstimmung über die «Einführung der obligatorischen Schutzdienstpflicht weiblicher Personen» an die Urne. Da den Schweizer Frauen die politischen Rechte damals noch immer vorenthalten wurden, stimmten die Schweizer Männer über eine Vorlage ab, die ausschliesslich Frauen betraf. Das fand Paul Zenhäusern, der damalige Gemeindepräsident von Unterbäch und Ehemann von Katharina Zenhäusern, nicht in Ordnung und so erteilte er zusammen mit seinen Ratskollegen den Frauen kurzerhand ein einmaliges Stimmrecht – gegen den Willen der Landesregierung. Katharina Zenhäusern sei mit Herzklopfen und unter Beschimpfung anderer Dorfbewohnerinnen und -bewohner an die Urne gegangen.
Die Stimmzettel der Frauen wurden in einer separaten Urne eingesammelt und für ungültig erklärt. Zenhäusern sagte: «Es war etwas ganz Neues, bisher sah man die Frau immer nur im Haushalt – für einige Männer war der Urnengang eine Enttäuschung, auch Frauen haben sich dagegen gewehrt.»
Der Tabubruch in Unterbäch erregte Aufmerksamkeit über die Landesgrenzen hinaus. Die New York Times druckte einen ausführlichen Artikel über die Wahl ab. In der Schweiz wurde das Frauenstimmrecht erst 14 Jahre später eingeführt.